# PlayPower
- Este artigo foi inicialmente traduzido, total ou parcialmente, do artigo da Wikipédia em inglês cujo título é «PlayPower».

PlayPower  é uma organização sem fins lucrativos criada em 2008, destinada a criar software educacional gratuito para famílias de baixa renda na Índia e em outros países em desenvolvimento.  Desde de 2012, o projeto foi reformado como PlayPower Labs, LLC que se agora concentra em jogos educativos para dispositivos móveis.

## Conceito
Os jogos são projetados para rodar em sistemas de 8-bit, usando um processador que é de domínio público, que permite que os jogos sejam executados em computadores de muito baixo custo.  Por U$12, as famílias podem comprar um computador com um processador 6502 de 8-bit, um teclado (processador usado no computador Apple II e no videogame NES), um slot para cartuchos de jogos, um mouse e dois controles. Faltando um monitor próprio, o computador pode ser conectado à uma TV.
Pelo menos três jogos estavam em produção no início de 2010. Uma delas ensina os jogadores a digitar, o que pode melhorar significativamente seus potenciais de ganhos no mercado de trabalho. Outro é um jogo de perguntas de múltipla escolha, que é um tanto semelhante ao do filme Quem quer ser um milionário?. E finalmente, foi criado um jogo diferenciado com o intuito de aumentar a conscientização sobre a malária (que infecta 1,5 milhões de pessoas por ano na Índia), onde os jogadores matam mosquitos e acumulam pontos para mosquiteiros anti-malária . 
PlayPower ganhou a competição de mídia digital e aprendizado da Fundação MacArthur em 2009, para a qual recebeu US $ 180.000 para ajudar a financiar suas atividades. Os programadores que desenvolvem os jogos são voluntários, e mais de 100 de todo o mundo já se inscreveram para ajudar a desenvolver jogos. 

## História
A organização foi fundada em 2008 por Derek Lomas e Daniel Rehn (que eram estudantes na Universidade da Califórnia em San Diego na época) e Jeremy Douglass (que era um pesquisador pós-doutorando na mesma escola na época). 
Em maio de 2010, o projeto CTS Game Studies da Fundação Getúlio Vargas, anunciou que estaria desenvolvendo uma versão brasileira do projeto.

Em 2012, Daniel Rehn anunciou em sua página inicial privada o projeto PowerPlay como "encerrado".
Desde 2012, o projeto Playpower foi transformado em "Playpower Labs, LLC" e oferece agora os jogos educacionais para dispositivos móveis através da loja Itunes da Apple e da Play Store do Google.